# Liste der nordmazedonischen Außenminister
Diese Liste der nordmazedonischen Außenminister listet alle nordmazedonischen Außenminister seit 1991 auf.
| Antritt           | Abgang            | Außenminister       | Leben     | Partei                               | Regierung                                                       |
| ----------------- | ----------------- | ------------------- | --------- | ------------------------------------ | --------------------------------------------------------------- |
| 20. März 1991     | 9. Februar 1993   | Denko Maleski       | * 1946    | Sozialdemokratische Liga Mazedoniens | Regierung Kljusev, Regierung Crvenkovski I                      |
| 9. Februar 1993   | 23. Februar 1996  | Stevo Crvenkovski   | 1947–2004 | parteilos                            | Regierung Crvenkovski I                                         |
| 23. Februar 1996  | 29. Mai 1997      | Ljubomir Frčkoski   | * 1957    | parteilos                            | Regierung Crvenkovski I                                         |
| 29. Mai 1997      | 30. November 1998 | Blagoj Handziski    | * 1948    | parteilos                            | Regierung Crvenkovski I                                         |
| 30. November 1998 | 30. November 2000 | Aleksandar Dimitrov | * 1949    | Democratic Alternative               | Regierung Georgievski                                           |
| 30. November 2000 | 13. Mai 2001      | Srgjan Kerim        | * 1948    | Liberal Party of Macedonia           | Regierung Georgievski                                           |
| 13. Mai 2001      | 30. November 2001 | Ilinka Mitreva      | 1950–2022 | Sozialdemokratische Liga Mazedoniens | Regierung Georgievski                                           |
| 30. November 2001 | 1. November 2002  | Slobodan Čašule     | 1945–2015 | Neue Demokratie                      | Regierung Georgievski                                           |
| 1. November 2002  | 26. August 2006   | Ilinka Mitreva      | 1950–2022 | Sozialdemokratische Liga Mazedoniens | Regierung Crvenkovski II, Regierung Kostov, Regierung Bučkovski |
| 26. August 2006   | 14. Juli 2011     | Antonio Milošoski   | * 1976    | VMRO-DPMNE                           | Regierung Gruevski                                              |
| 14. Juli 2011     | 1. Juni 2017      | Nikola Poposki      | * 1977    | VMRO-DPMNE                           | Regierung Gruevski, Regierung Dimitriev                         |
| 1. Juni 2017      | 30. August 2020   | Nikola Dimitrov     | * 1972    | parteilos                            | Regierung Zaev I, Regierung Spasovski                           |
| 30. August 2020   | 24. Juni 2025     | Bujar Osmani        | * 1979    | Bashkimi Demokratik për Integrim     | Regierung Zaev II                                               |
| 24. Juni 2024     | amtierend         | Timčo Mucunski      | * 1989    | VMRO-DPMNE                           | Regierung Mickoski                                              |